# Paso Carretero
Paso Carretero är en ort i Mexiko.   Den ligger i kommunen San Felipe Jalapa de Díaz och delstaten Oaxaca, i den sydöstra delen av landet, 300 km sydost om huvudstaden Mexico City. Paso Carretero ligger 108 meter över havet och antalet invånare är 396.
Terrängen runt Paso Carretero är varierad. Runt Paso Carretero är det ganska glesbefolkat, med 39 invånare per kvadratkilometer. Närmaste större samhälle är Isla Soyaltepec, 17,9 km norr om Paso Carretero. I omgivningarna runt Paso Carretero växer i huvudsak städsegrön lövskog.